# Satondella senni
Satondella senni là một loài ốc biển, là động vật thân mềm chân bụng sống ở biển thuộc họ Scissurellidae.